# Júlio Lerner
Júlio Lerner (São Paulo, 7 de agosto de 1939 — São Paulo, 30 de junho de 2007) foi um jornalista brasileiro.

## Biografia
Júlio Lerner começou a carreira na década de 1960, tendo participado, em 1969, da criação da TV Cultura, pertencente à Fundação Padre Anchieta, na qual sempre trabalhou.
No canal, apresentou programas como Vox Populi, Panorama Especial (no qual, em 1977, a escritora Clarice Lispector concedeu-lhe uma entrevista poucos meses antes de morrer), e a série de especiais 40 Anos de TV, em 1990.
Em 1972, criou, para a TV Cultura, o programa Homens de Imprensa. Esse programa foi premiado com o Troféu Helena Silveira e com o prêmio da Associação Paulista de Críticos de Arte e ele, pessoalmente, foi considerado o melhor Repórter de TV. Criou ainda o programa: "Proposta".
Teve vários cargos de chefia dentro da emissora pública. Além disso, participava ativamente da comunidade judaica de São Paulo.